# Малое Матышево
Малое Матышево — село в Руднянском районе Волгоградской области, в составе Матышевского сельского поселения.
Население — 42 (2010)

## История
Дата основания не установлена. Как удалённая часть села Матышево впервые обозначено на военно-топографической карте 1870 года. Село относилось к Аткарскому уезду Саратовской губернии. Согласно Списку населённых мест Аткарского уезда 1914 года деревню Малое Матышево Матышевской волости населяли бывшие удельные крестьяне, великороссы, всего 244 мужчины и 248 женщин. В селе имелась школа грамотности
С 1928 года Малое Матышево — в составе Больше-Судачьинского сельсовета Руднянского района Камышинского округа (округ упразднён в 1930 году) Нижне-Волжского края (с 1935 года Сталинградского края). Постановлением Нижневолжской краевой административной комиссии от 03 октября 1931 года протокол № 29 § 7 село Малое Матышево из Больше-Судачьинского сельсовета было переведено в Пришибский сельсовет. Центр Пришибского
сельсовета был перенесен в село Малое Матышево, сельсовет переименован в Мало-Матышевский. Решением исполкома Сталинградского облсовета депутатов трудящихся от 09 июля 1953 года №24/1600 «Об объединении сельских Советов Сталинградской области» Матышевский и Мало-матышевский сельсоветы были объединены в один Матышевский сельсовет, центр – село Матышево

## География
Село находится в степной местности, на западе Руднянского района, в пределах Хопёрско-Бузулукской равнины, являющейся южным окончанием Окско-Донской низменности, в пойме реки Терсы, в 2,6 км (по прямой) к северо-западу от села Матышева. В окрестностях села — островки пойменного леса. Почвы — пойменные нейтральные и слабокислые.
Часовой пояс
Малое Матышево, как и вся Волгоградская область, находится в часовой зоне МСК (московское время). Смещение применяемого времени относительно UTC составляет +3:00.

## Население
Динамика численности населения
| 1914 | !1987 | 2002 |
| ---- | ----- | ---- |
| 492  | ≈100  | 67   |

| 2010 |
| ---- |
| 42   |